# Sædder Sogn

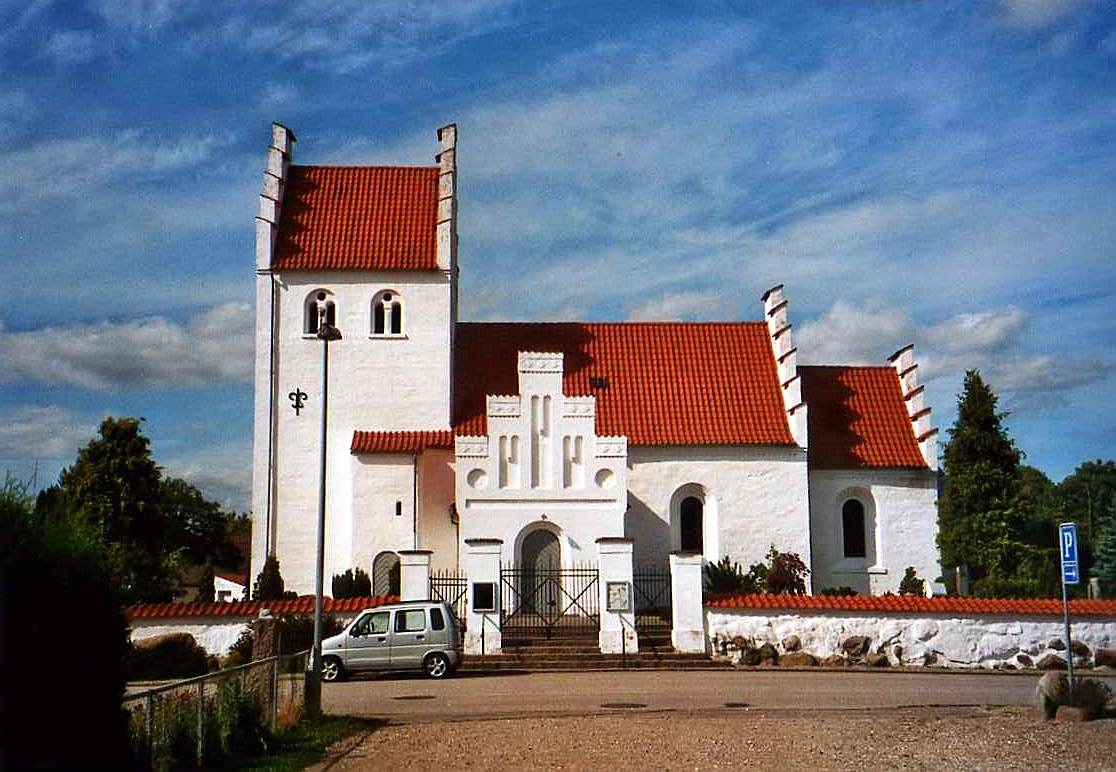
Sædder Kirke

Sædder Sogn ist eine Kirchspielgemeinde (dän.: Sogn) auf der dänischen Insel Seeland.
Bis 1970 gehörte sie zur Harde Bjæverskov Herred im damaligen Præstø Amt, danach zur Køge Kommune im Roskilde Amt, die wiederum im Zuge der Kommunalreform zum 1. Januar 2007 in der erweiterten Køge Kommune in der Region Sjælland aufgegangen ist. Ein kleiner Teil des Gemeindegebietes liegt auf dem Gebiet der Faxe Kommune.
Am 1. Januar 2023 lebten 1489 Einwohner im Kirchspiel, davon 931 in der Ortschaft Algestrup. In dem kleinen Areal auf dem Gebiet der Faxe Kommune lebten im Jahre 2008 (dem letzten Jahr, in dem Danmarks Statistik die Einwohnerzahlen für jede Kommune separat ausgewiesen hat) 64 der damals insgesamt 1473 Einwohner des Kirchspiels. Die „Sædder Kirke“ und die „Ingelstrup Kapel“ liegen auf dem Gebiet der Gemeinde.
Nachbargemeinden sind im Nordwesten Vollerslev Sogn, im Norden Lidemark Sogn, im Osten Herfølge Sogn, auf dem Gebiet der Stevns Kommune im Südosten Endeslev Sogn und Vråby Sogn, sowie auf dem Gebiet der Faxe Kommune im Süden Tureby Sogn und im Westen Terslev Sogn.